# Lista siturilor arheologice din județul Arad - M
Lista siturilor arheologice din județul Arad - M conține toate siturile arheologice din județul Arad înscrise în Repertoriul Arheologic Național (RAN) și aflate în localități al căror nume începe cu litera M. RAN este administrat de Ministerul Culturii și Patrimoniului Național și cuprinde date științifice, cartografice, topografice, imagini și planuri, precum și orice alte informații privitoare la zonele cu potențial arheologic, studiate sau nu, încă existente sau dispărute.
Puteți căuta un sit din localitățile care încep cu litera M folosind formularul de mai jos sau puteți naviga prin toate siturile din județ la Lista siturilor arheologice din județul Arad.
| Cod RAN                                  | Denumire | Localitate                  | Adresă                                   | Datare  | Descoperit | Coordonate                                    | Imagine           | Erori            |
| ---------------------------------------- | --- | --------------------------- | ---------------------------------------- | ------- | ---------- | --------------------------------------------- | ----------------- | ---------------- |
| 11405.01.01 (Cod LMI: AR-I-m-B-00443.02) | Situl arheologic de la Macea- fostul sălaș Topila / ansamblu anonim (Categorie: locuire civilă) (Tip: Așezare)                                                        | sat Macea, comuna Macea     | fostul sălaș Topila                      | Tisa    |            |                                               | Încărcați imagine | Raportați eroare |
| 11405.01.02 (Cod LMI: AR-I-m-B-00443.01) | Situl arheologic de la Macea- fostul sălaș Topila / ansamblu anonim (Categorie: locuire civilă) (Tip: Așezare)                                                        | sat Macea, comuna Macea     | fostul sălaș Topila                      |         |            |                                               | Încărcați imagine | Raportați eroare |
| 11487.01.01 (Cod LMI: AR-I-m-A-00444.02) | Complexul de peșteri de la Moneasa - "Hoanca Coului" / ansamblu anonim (Categorie: locuire civilă) (Tip: Așezare)                                                     | sat Moneasa, comuna Moneasa | Complexul de peșteri Hoanca Coului, Ivoi |         |            | 46°27′22″N 22°15′12″E / 46.45611°N 22.25333°E | Încărcați imagine | Raportați eroare |
| 11487.01.02 (Cod LMI: AR-I-m-A-00444.01) | Complexul de peșteri de la Moneasa - "Hoanca Coului" / ansamblu anonim (Categorie: locuire civilă) (Tip: Așezare)                                                     | sat Moneasa, comuna Moneasa | Complexul de peșteri Hoanca Coului, Ivoi |         |            | 46°27′22″N 22°15′12″E / 46.45611°N 22.25333°E | Încărcați imagine | Raportați eroare |
| 11968.01.03 (Cod LMI: AR-I-m-B-00445.02) | Situl arheologic de la Munar - "Vii" / ansamblu anonim (Categorie: locuire civilă) (Tip: Cetate de pământ)                                                            | sat Munar, comuna Secusigiu | Vii                                      |         |            |                                               | Încărcați imagine | Raportați eroare |
| 11968.01.01 (Cod LMI: AR-I-s-B-00445)    | Situl arheologic de la Munar - "Vii" / ansamblu anonim (Categorie: locuire civilă) (Tip: Necropolă)                                                                   | sat Munar, comuna Secusigiu | Vii                                      |         |            |                                               | Încărcați imagine | Raportați eroare |
| 9672.01                                  | Așezarea de la Măderat (Categorie: locuire civilă) (Tip: așezare) | sat Măderat, oraș Pâncota   |                                          |         |            |                                               | Încărcați imagine | Raportați eroare |
| 9672.01.01                               | Așezarea de la Măderat / ansamblu anonim (Categorie: locuire civilă) (Tip: Așezare)                                                                                   | sat Măderat, oraș Pâncota   |                                          |         |            |                                               | Încărcați imagine | Raportați eroare |
| 11487.02.01                              | Așezarea neo-eneolitică de la Moneasa / ansamblu anonim (Categorie: locuire civilă) (Tip: Așezare)                                                                    | sat Moneasa, comuna Moneasa | Piatra Mare                              |         |            |                                               | Încărcați imagine | Raportați eroare |
| 12475.01.01                              | Așezarea neolitică de la Minișel- Grădiște / ansamblu anonim (Categorie: locuire civilă) (Tip: Așezare)                                                               | sat Minișel, comuna Tauț    | Grădiște                                 |         |            |                                               | Încărcați imagine | Raportați eroare |
| 10499.01.01 (Cod LMI: AR-II-m-B-00629)   | Ruinele exploatării miniere "Zidurile de la Tău" de la Milova / ansamblu Ruinele exploatării miniere "Zidurile de le Tău" (Categorie: exploatare/carieră) (Tip: Mină) | sat Milova, comuna Conop    |                                          | 1800    |            |                                               | Încărcați imagine | Raportați eroare |
| 12670.01.01                              | Mănăstirea de epocă medievală de la Mănăștur / ansamblu anonim (Categorie: construcție de cult) (Tip: Mănăstire)                                                      | sat Mănăștur, comuna Vinga  |                                          | sec. XV |            |                                               | Încărcați imagine | Raportați eroare |
| 11968.03.01                              | Movila de epocă necunoscută de la Munar / ansamblu anonim (Categorie: descoperire funerară) (Tip: Movilă de pământ)                                                   | sat Munar, comuna Secusigiu |                                          |         |            |                                               | Încărcați imagine | Raportați eroare |
| 11968.04.01                              | Movila de epocă necunoscută de la Munar - Gomilele / ansamblu anonim (Categorie: descoperire funerară) (Tip: movile de pământ)                                        | sat Munar, comuna Secusigiu | Gomilele                                 |         |            |                                               | Încărcați imagine | Raportați eroare |